# تپه اک ۲
تپه اک ۲ مربوط به دوران‌های تاریخی پس از اسلام است و در شهرستان تاکستان، کیلومتر۱ جاده اک به خرم آباد واقع شده و این اثر در تاریخ ۲۵ اسفند ۱۳۷۸ با شمارهٔ ثبت ۲۶۷۵ به‌عنوان یکی از آثار ملی ایران به ثبت رسیده است.